# Bokarnea tlustokmenná
Bokarnea tlustokmenná (Beaucarnea recurvata, dříve také Nolina recurvata) česky lidově sloní noha je druh rostlin z čeledi chřestovitých, původem z Mexika. V angličtině pro ni bývá užíváno pojmenování „Ponytail palm“ nebo „Elephant's foot“. Český lidový název „sloní noha“ se používá i pro další příbuzné rostliny se ztlustlým kmenem a také pro Dioscorea elephantipes.
Rodové jméno je stanoveno na počest Jean-Baptiste Beaucarnea, belgického notáře a milovníka sukulentů. Druhové jméno je z latiny (recurvatus = zakřivený). První popis zveřejnil Charles Lemaire v roce 1861, v roce 1884 ji William Botting Hemsley přeřadil do rodu Nolina, což bylo později zrušeno.
Má ztlustlou spodní část lodyhy (tzv. kaudex), v níž se hromadí voda pro období sucha. Jedná se o evoluční přizpůsobení pouštnímu biotopu s nízkým ročním úhrnem srážek. V přírodě dorůstá až do výšky 8 metrů, pěstovaná roste velmi pomalu a po mnoha letech dosáhne 70 až 90 cm. Na pěstování není náročná, ale nesnáší mráz a nevyhovují jí teploty pod 10 °C. Používá se jako okrasná rostlina, zejména mladší exempláře jsou vhodné jako pokojové rostliny.

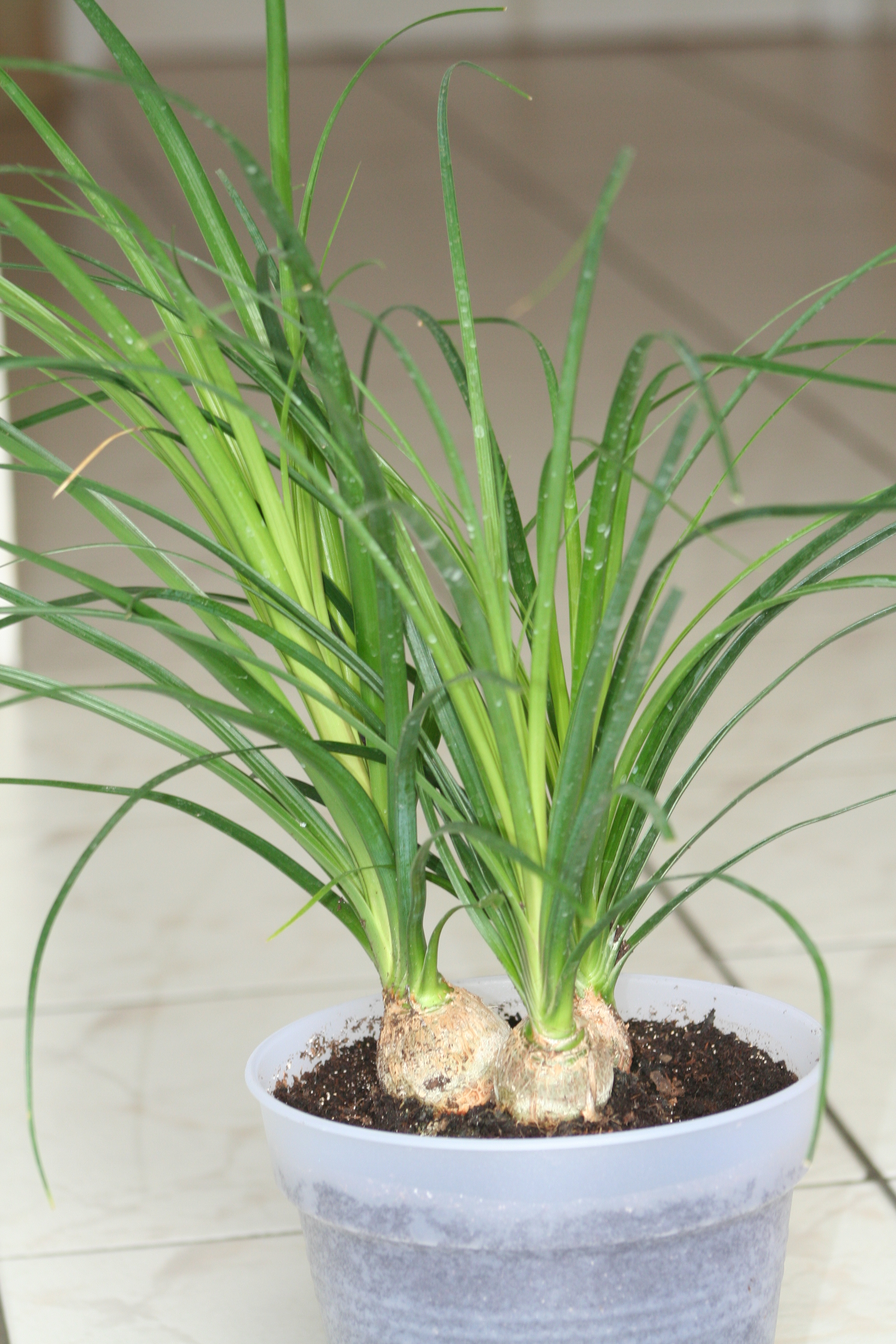
Mladá rostlina se třemi kaudexy
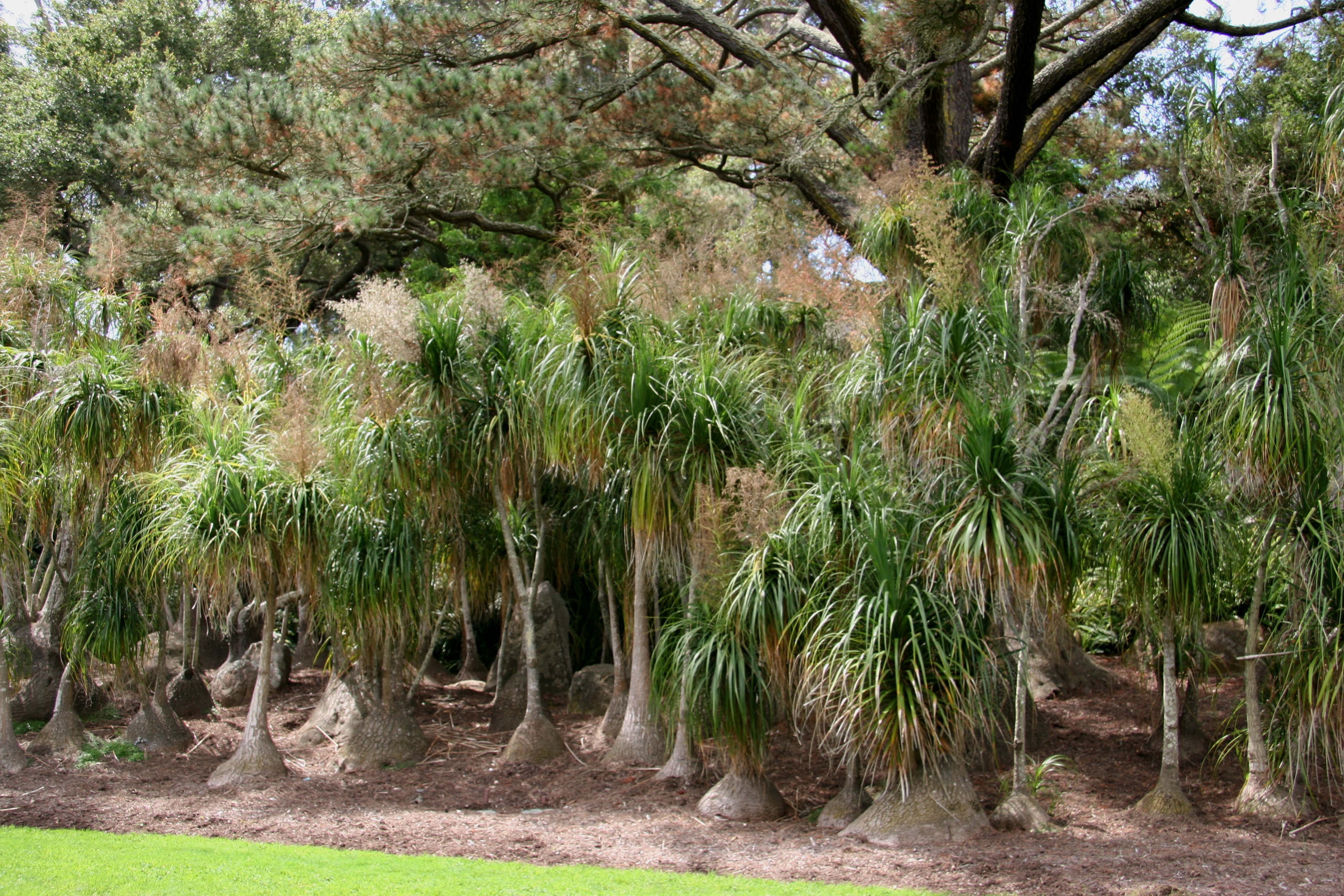
Skupina bokarnejí tlustokmenných v „Bromeliad Garden“ v Montecito v Kalifornii.
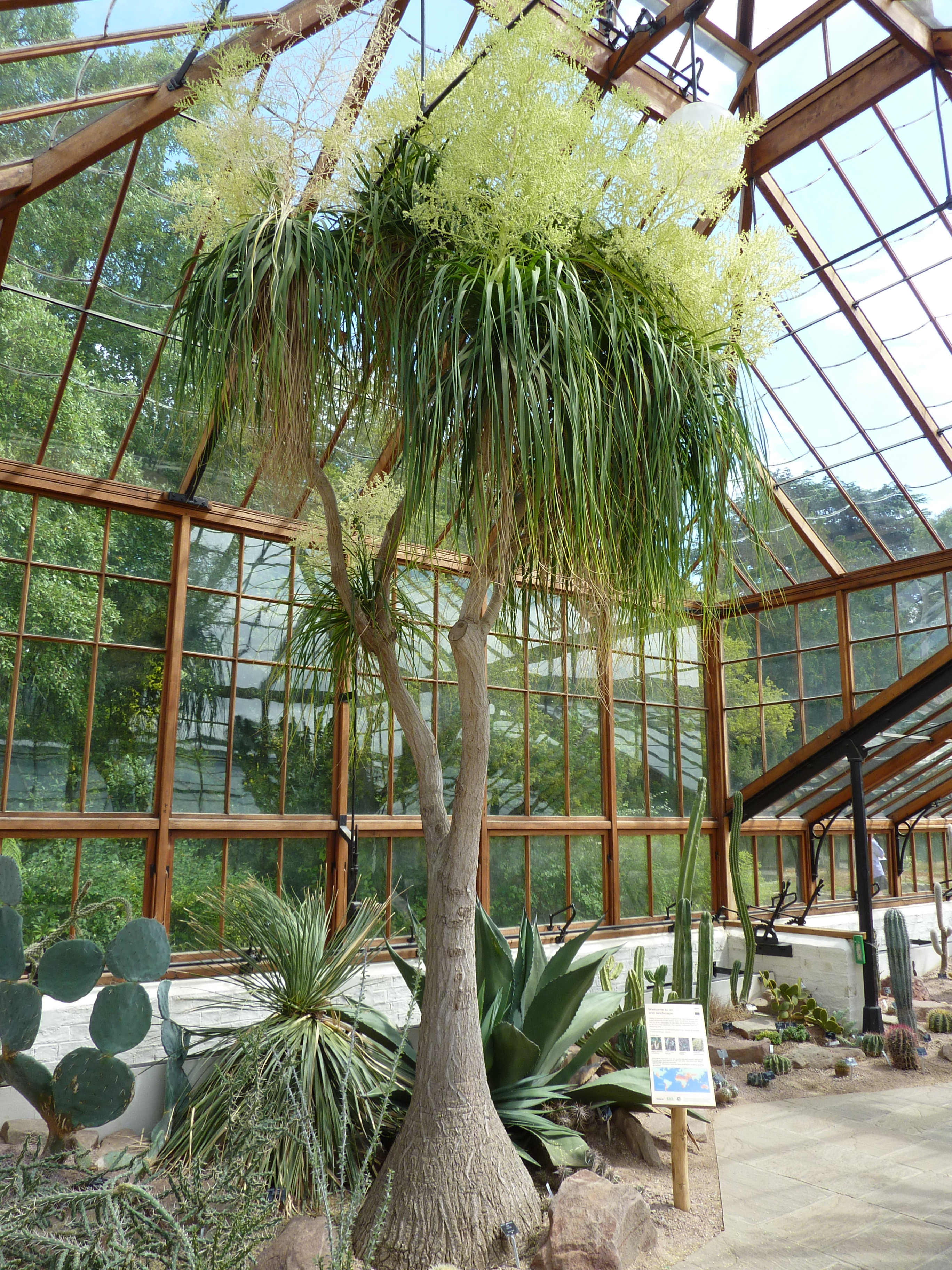
Kvetoucí bokarnea tlustokmenná v botanické zahradě university v Cambridge
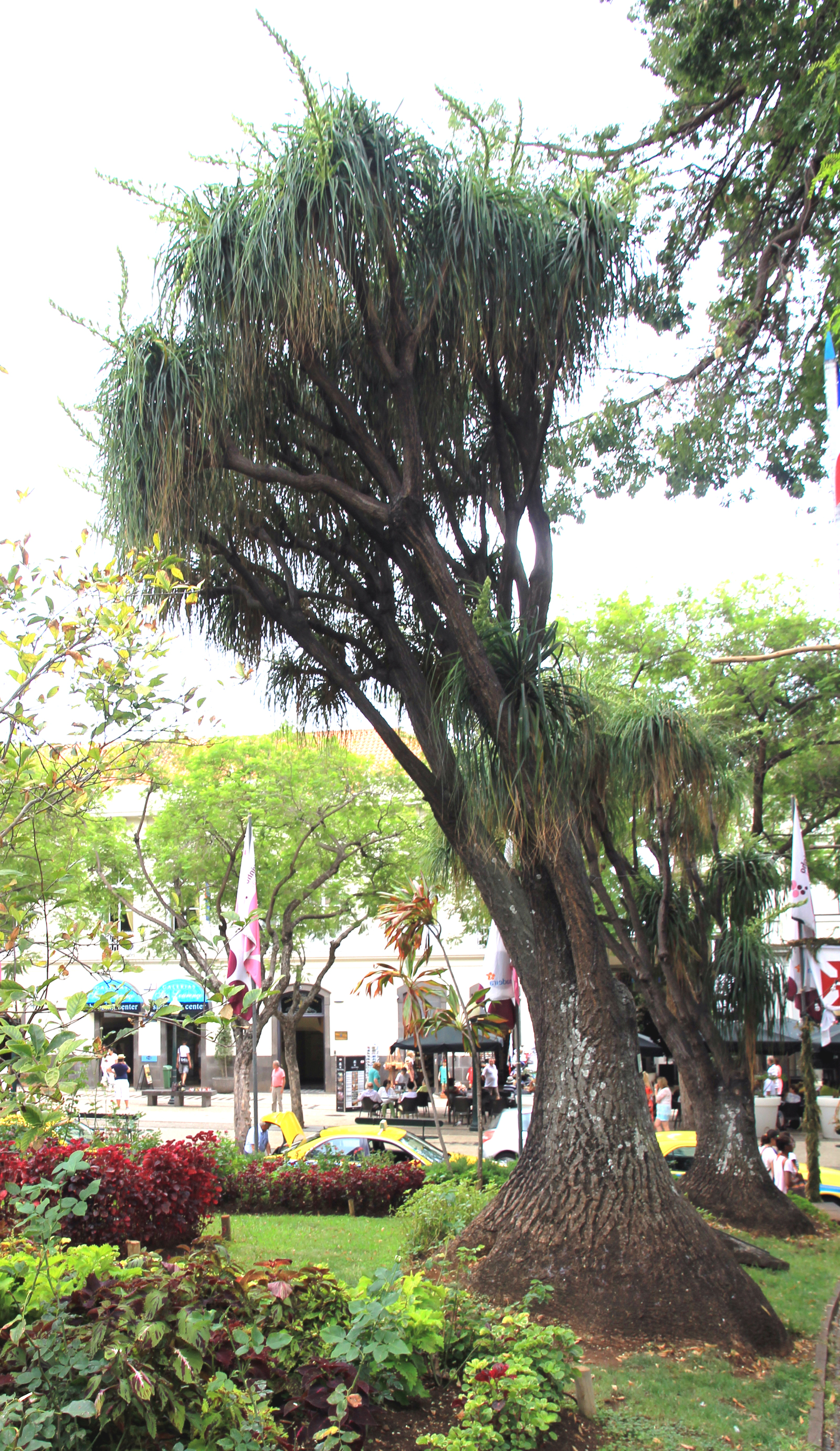
Kvetoucí bokarnea tlustokmenná v městě Funchal na Madeiře
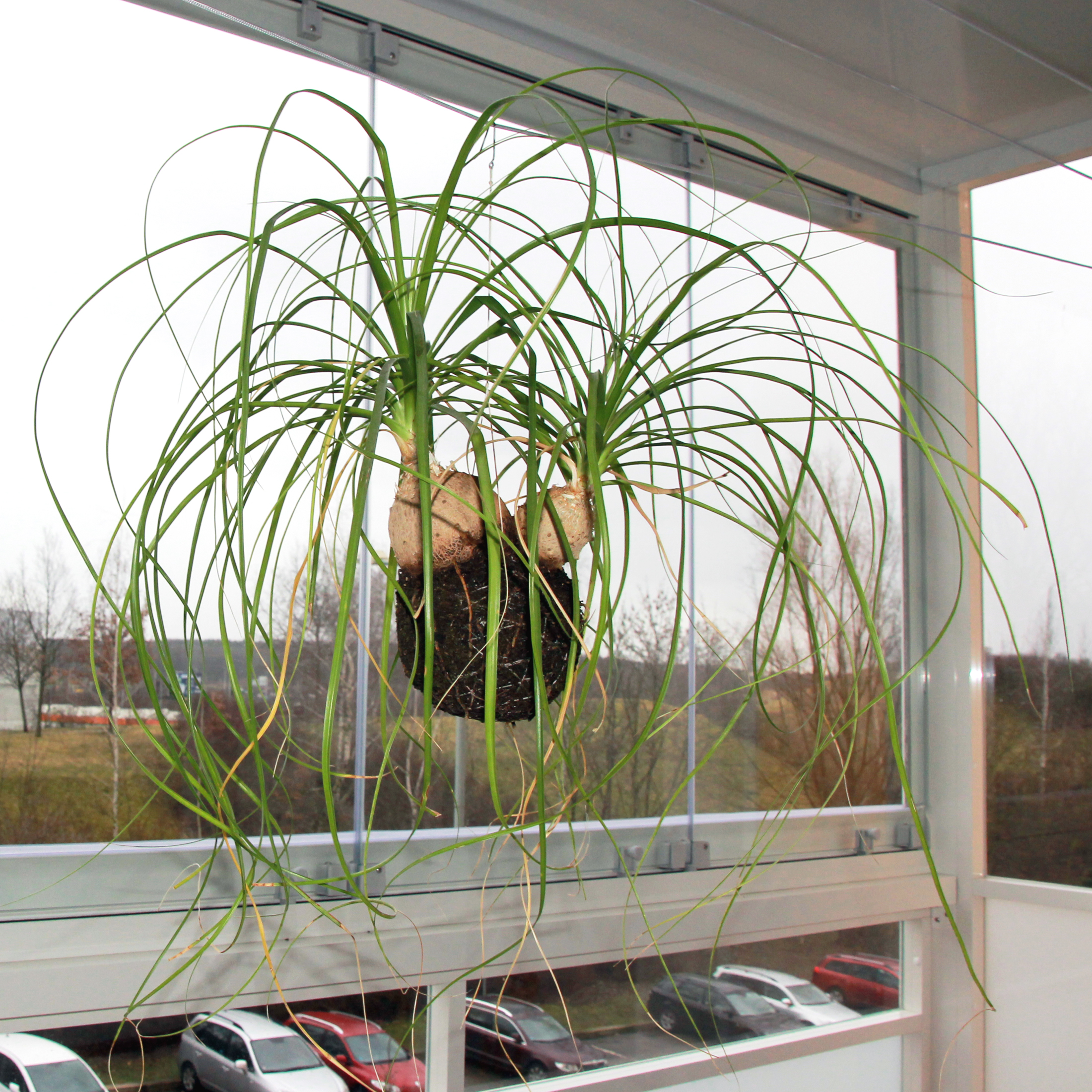
Jako kokedama na balkoně v panelovém bytě v Praze